# Coco bread
Il Coco bread è un pane tipico giamaicano, ma diffuso anche in altre zone dei caraibi. Il pane contiene latte di cocco, ed ha un sapore leggermente dolce. In luogo del latte di cocco, si possono utilizzare anche latte vaccino ed acqua.

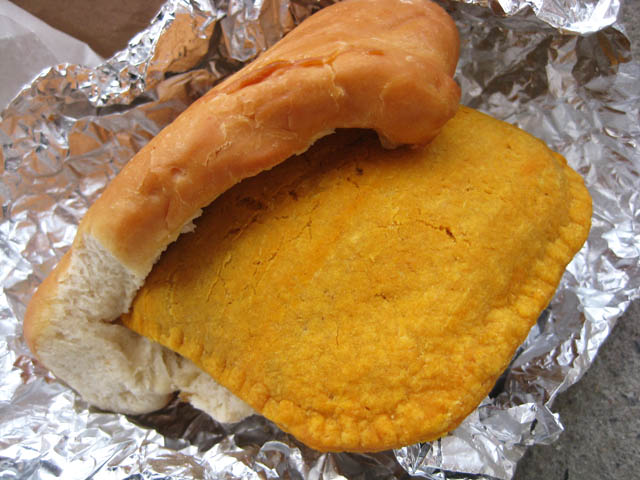
Coco bread farcito con jamaican patty

Viene utilizzato spesso per essere farcito con jamaican patty.